# مؤسسة دعم الزراعة المستدامة المجتمعية في تشاد
مؤسسة دعم الزراعة المستدامة المجتمعية في تشاد هي مؤسسة غير هادفة للربح أنشأها توبتا بوجوينا وهو عالم تشادي أربعيني العمر و هو خريج جامعة بريغام يونغ.
المؤسسة تضم نحو مئة عضو معظمهم من يوتا، والولايات المتحدة. , وهي توفر الملابس و الأدوية واللوازم الزراعية. كما أنها تساعد في بناء البنية التحتيه المحلية. حفرت المؤسسة بئرين، وأنشأت مركز لتعليم الكمبيوتر، وتبرعت بحاضنتان لإحدى المستشفيات، وأعطت معدات ولادة لعيادة في عاصمة تشاد ( نجامينا). كما أنها أقرضت 1500 دولار لـ 86 امرأة لإنشاء مشروعاتهم الصغيرة، وقامت بتعليمهم فوائد الإدخار علي المدى الطويل .
تخطط المؤسسة لحفر الآبار في الست قرى الباقين، وزراعة 20 كم حدائق مجتمعية، وإنشاء العيادة الخاصة بها.